# 12589 Davidanand
12589 Davidanand eller 1999 RR114 är en asteroid i huvudbältet som upptäcktes den 9 september 1999 av LINEAR i Socorro County, New Mexico. Den är uppkallad efter David Livingstone Anand.
Asteroiden har en diameter på ungefär 3 kilometer.